# Хендрикс, Тейлор
Тейлор Хендрикс (англ. Taylor Hendricks; род. 22 ноября 2003, Форт-Лодердейл, Флорида) — американский профессиональный баскетболист, выступающий за команду НБА «Юта Джаз». Играет на позиции тяжёлого форварда. Был выбран на драфте НБА 2023 года в первом раунде под общим 9-м номером командой «Юта Джаз».

## Профессиональная карьера

### Юта Джаз (2023—настоящее время)
Команда «Юта Джаз» выбрала Хендрикса под девятым номером на драфте НБА 2023 года. Хендрикс стал самым высоко когда-либо выбранным игроком из Университета Центральной Флориды на драфтах НБА. По ходу первого сезона в НБА Хендрикс сыграл 40 игр, 23 раза из которых вышел в стартовой пятёрке.
28 октября 2024 года, в начале сезона 2024/2025, Хендрикс получил перелом малоберцовой кости правой ноги и вывих лодыжки в матче против «Даллас Маверикс». Он пропустил оставшуюся часть сезона.

## Статистика

### Статистика в НБА
| Сезон                                                                                    | Команда | Регулярный сезон | Регулярный сезон | Регулярный сезон | Регулярный сезон | Регулярный сезон | Регулярный сезон | Регулярный сезон | Регулярный сезон | Регулярный сезон | Регулярный сезон | Регулярный сезон | Серия плей-офф | Серия плей-офф | Серия плей-офф | Серия плей-офф | Серия плей-офф | Серия плей-офф | Серия плей-офф | Серия плей-офф | Серия плей-офф | Серия плей-офф | Серия плей-офф |
| Сезон                                                                                    | Команда | GP               | GS               | MPG              | FG%              | 3P%              | FT%              | RPG              | APG              | SPG              | BPG              | PPG              | GP             | GS             | MPG            | FG%            | 3P%            | FT%            | RPG            | APG            | SPG            | BPG            | PPG            |
| ---------------------------------------------------------------------------------------- | ------- | ---------------- | ---------------- | ---------------- | ---------------- | ---------------- | ---------------- | ---------------- | ---------------- | ---------------- | ---------------- | ---------------- | -------------- | -------------- | -------------- | -------------- | -------------- | -------------- | -------------- | -------------- | -------------- | -------------- | -------------- |
| 2023/24                                                                                  | Юта     | 40               | 23               | 21,4             | 45,0             | 37,9             | 79,3             | 4,6              | 0,8              | 0,7              | 0,8              | 7,3              | Не участвовал  | Не участвовал  | Не участвовал  | Не участвовал  | Не участвовал  | Не участвовал  | Не участвовал  | Не участвовал  | Не участвовал  | Не участвовал  | Не участвовал  |
| 2024/25                                                                                  | Юта     | 3                | 3                | 25,0             | 22,2             | 25,0             | 75,0             | 5,0              | 0,7              | 1,7              | 1,3              | 4,7              | Не участвовал  | Не участвовал  | Не участвовал  | Не участвовал  | Не участвовал  | Не участвовал  | Не участвовал  | Не участвовал  | Не участвовал  | Не участвовал  | Не участвовал  |
|                                                                                          | Всего   | 43               | 26               | 21,7             | 43,4             | 36,8             | 78,8             | 4,7              | 0,8              | 0,8              | 0,8              | 7,1              | Не участвовал  | Не участвовал  | Не участвовал  | Не участвовал  | Не участвовал  | Не участвовал  | Не участвовал  | Не участвовал  | Не участвовал  | Не участвовал  | Не участвовал  |
| Наведите курсор мыши на аббревиатуры в заголовке таблицы, чтобы прочесть их расшифровку. |         |                  |                  |                  |                  |                  |                  |                  |                  |                  |                  |                  |                |                |                |                |                |                |                |                |                |                |                |

### Статистика в Джи-Лиге
| Сезон                                                                                    | Команда              | Регулярный сезон | Регулярный сезон | Регулярный сезон | Регулярный сезон | Регулярный сезон | Регулярный сезон | Регулярный сезон | Регулярный сезон | Регулярный сезон | Регулярный сезон | Регулярный сезон | Серия плей-офф | Серия плей-офф | Серия плей-офф | Серия плей-офф | Серия плей-офф | Серия плей-офф | Серия плей-офф | Серия плей-офф | Серия плей-офф | Серия плей-офф | Серия плей-офф |
| Сезон                                                                                    | Команда              | GP               | GS               | MPG              | FG%              | 3P%              | FT%              | RPG              | APG              | SPG              | BPG              | PPG              | GP             | GS             | MPG            | FG%            | 3P%            | FT%            | RPG            | APG            | SPG            | BPG            | PPG            |
| ---------------------------------------------------------------------------------------- | -------------------- | ---------------- | ---------------- | ---------------- | ---------------- | ---------------- | ---------------- | ---------------- | ---------------- | ---------------- | ---------------- | ---------------- | -------------- | -------------- | -------------- | -------------- | -------------- | -------------- | -------------- | -------------- | -------------- | -------------- | -------------- |
| 2023/24                                                                                  | Солт-Лейк-Сити Старз | 22               | 22               | 30,4             | 44,4             | 35,6             | 74,3             | 6,3              | 1,2              | 1,0              | 1,5              | 14,7             | Не участвовал  | Не участвовал  | Не участвовал  | Не участвовал  | Не участвовал  | Не участвовал  | Не участвовал  | Не участвовал  | Не участвовал  | Не участвовал  | Не участвовал  |
|                                                                                          | Всего                | 22               | 22               | 30,4             | 44,4             | 35,6             | 74,3             | 6,3              | 1,2              | 1,0              | 1,5              | 14,7             | Не участвовал  | Не участвовал  | Не участвовал  | Не участвовал  | Не участвовал  | Не участвовал  | Не участвовал  | Не участвовал  | Не участвовал  | Не участвовал  | Не участвовал  |
| Наведите курсор мыши на аббревиатуры в заголовке таблицы, чтобы прочесть их расшифровку. |                      |                  |                  |                  |                  |                  |                  |                  |                  |                  |                  |                  |                |                |                |                |                |                |                |                |                |                |                |

### Статистика в NCAA
| Сезон | Команда   | Conf  | Class | GP | GS | MPG  | FG%  | 3P%  | FT%  | RPG | APG | SPG | BPG | PPG  |
| --- | --------- | ----- | ----- | -- | -- | ---- | ---- | ---- | ---- | --- | --- | --- | --- | ---- |
| 2022/23 | ЮСФ Найтс | AAC   | FR    | 34 | 34 | 34,7 | 47,8 | 39,4 | 78,2 | 7,0 | 1,4 | 0,9 | 1,7 | 15,1 |
| Всего | Всего     | Всего | Всего | 34 | 34 | 34,7 | 47,8 | 39,4 | 78,2 | 7,0 | 1,4 | 0,9 | 1,7 | 15,1 |
| Наведите курсор мыши на аббревиатуры в заголовке таблицы, чтобы прочесть их расшифровку Статистика приведена с сайта sports-reference.com |           |       |       |    |    |      |      |      |      |     |     |     |     |      |